# Anna Cónová
Anna Cónová (* 10. ledna 1954 Ostrožská Nová Ves) je česká divadelní a filmová herečka. 

## Život a tvorba
Narodila se v roce 1954 v Ostrožské Nové Vsi. Po maturitě na gymnáziu v Uherském Hradišti absolvovala v letech 1973 – 1977 Janáčkovu akademii múzických umění v Brně, obor činoherní herectví. Po ukončení studia přijala angažmá v Klicperově divadle v Hradci Králové. Po dvou divadelních sezónách odešla v roce 1979 do libereckého loutkového Naivního divadla. V roce 1980 se vrátila na podnět Jana Grossmana do Hradce Králové. 
Na formování jejího hereckého profilu měl zásadní vliv nejen Jan Grossman, dramaturg Milan Klíma, ale i Josef Krofta (divadelní inscenace ...na Candida, Lituji, že nejsem básník, Škola staletími a další). 
Mezi lety 1988 – 1991 působila v olomouckém Divadle Oldřicha Stibora. 
Členkou činohry Národního divadla moravskoslezského v Ostravě byla od roku 1991 až do epidemie covidu v roce 2019.
I po odchodu do důchodu Anna Cónová zůstává hostující divadelní herečkou, a to včetně hlavních rolí, například v ostravském NDM jako babička Milada ve hře Aleny Kastnerové O líné babičce nebo v ostravském Divadle Mír ve hře Oscara Wildea Jak důležité je mít Filipa. 
V roce 2022 byl do kin uveden diváky i kritikou oceňovaný film Alice Nellis: Buko s Annou Cónovou v hlavní roli.   
Anna Cónová také učila na Janáčkově konzervatoři v Ostravě.

## Ocenění
- 1997 – nominace na Cenu Thálie za roli Louisa de Renal, Červený a černý, režie Radovan Lipus
- 1997 – nominace na Cenu Thálie za roli Amandy, Skleněný zvěřinec, režie Janusz Klimsza[5]
- 2014 – cena Křišťálová růže (ocenění za umělecký přednes). Byly tak vyzdviženy její ostravské večery poezie, pořádané v režii Radovana Lipuse i četba v Českém rozhlase. V rozhovoru pro kulturní deník Ostravan Anna Cónová v roce 2015 hovořila zejména o svém vztahu k domovu, k poezii a herectví.[6]

## Filmografie (výběr)
- 1996 Konto separato
- 2005 Sluneční stát
- 2011 4teens
- 2017 Absence blízkosti
- 2017 Kvarteto
- 2018 Průšvihy první republiky (vypravěčka), režie Roman Motyčka, Jakub Tabery
- 2021 Zátopek
- 2021 Volným pádem
- 2022 Buko, hlavní role

### Televize
- 1991 Bude-li mi jíti přes údolí stínu smrti...
- 1994 O Nesytovi, pohádka
- 1997 Jasnovidka
- 1998 Cestující bez zavazadel
- 1999 Spirála nenávisti, kriminální film
- 2002 Byla láska...
- 2003 O Ječmínkovi
- 2003 Útěky
- 2005 Podvraťáci
- 2005  Comeback
- 2005 Strážce duší, seriál
- 2006 O ztracené lásce, pohádkový seriál
- 2009  Proč bychom se netopili, seriál
- 2007 Boží duha
- 2007 Hypermarket
- 2008 Boží duha
- 2009 Nepolepšitelný, drama
- 2011 Venušánkovy příběhy ze Země děda Praděda, TV seriál
- 2011 Sráči, drama
- 2012 Kriminálka Anděl, TV seriál
- 2015 Jan Hus
- 2016 Vedlejší produkt, TV seriál
- 2018 Dukla 61
- 2022 Stíny v mlze, TV seriál
- 2022 Klec

## Divadelní role (výběr)
- 1978 Otakar Brůna–Jaromír Staněk, texty písní Jiří Aplt: Bosá romance (muzikál), role: Věra[7]
- 1978 Tamara Janová: Aprílová holka (muzikál), hudba Zdeněk Barták (skladatel), role: Varja[8]
- 1979 William Shakespeare: Komedie plná omylů, hudba Jiří Vyšohlíd, role: Luciana[9]
- 1980 Johann Wolfgang Goethe: Clavijo, role: Marie[10]
- 1980 Voltaire: ...na Candida[11]
- 1981 George Bernard Shaw: Pygmalion, role: Líza Doolitlová
- 1981 Bratři Mrštíkové: Maryša, role: Maryša[12], režie: Jan Grossman, Strouhalka[13]
- 1983 Vladislav Vančura: Josefína, role: studentka Irena[14]
- 1985 Jules Verne, dramatizace Dagmar Martincová: Vynález zkázy, dvojrole ošetřovatelky a Plavčíka, režie: Václav Martinec[15]
- 1987 Edward Albee: Všechno na zahradě, role: Jenny; režie: Josef Kettner [16]
- 1988 Olga Fridrichová: Princezna Žofinka a král Dynamit, pohádka[17]
- 1988 Cyril Campion: Dáma vrah, role: Alice Malloryová, režie: Pavel Římovský[18]
- 1990 Daniela Fischerová: Báj, role: Gudrun, režie Vladimír Merta[19]
- 1992 Bohumil Hrabal: Obsluhoval jsem anglického krále, (dramatizace Ivo Oslzlý, Ivo Krobot)
- 1996 Sofoklés: Oidipus, role: Iokasté, režie: Jan Mikulášek
- 1997 Stendhal: Červený a černý, role: paní de Renal:– nominace na Cenu Thálie
- 1997 Tennessee Williams: Skleněný zvěřinec, role: Amanda, Divadlo Petra Bezruče, nominace na Cenu Thálie[20]
- 2001 Zoltán Egressy: Portugálie, režie Ivo Krobot
- 2002 Federico García Lorca: Krvavá svatba, režie Juraj Deák
- 2004 Friedrich Dürrenmatt: Herkules a Augiášův chlév,  role: Deianeira, režie: Jan Mikulášek
- 2005 Bertolt Brecht, Kurt Weill: Žebrácká opera, role: Celie Peachumová
- 2006 Michail Bulgakov: Molière, role: Madeleine Béjartová
- 2007 Paula Vogel: Nejstarší řemeslo, role: Edna
- 2010 Josef Kajetán Tyl: Krvavé křtiny aneb Drahomíra a její synové, role: Drahomíra, režie: Štěpán Pácl
- 2011 Gabriela Preissová: Její pastorkyně
- 2012 Anton Pavlovič Čechov: Racek, role: Irina Arkadinová, režie: Štěpán Pácl
- 2016 Thomas Mann: Doktor Faustus
- 2018 Oscar Wilde: Jak je důležité mít Filipa, role: slečna Prismová, režie: Vít Vencl; Divadlo Mír[21]
- 2019 Eugène Ionesco: Král umírá, role: královna Markéta
- 2020 Karel Čapek: Hordubal, režie: Pavel Gejguš, Studio G
- 2021 Nikolaj Vasiljevič Gogol: Revizor
- 2023 Alena Kastnerová: O líné babičce, role: babička Milada

## Rozhlas (výběr)
- 1999 – Arthur Schnitzler: Snová novela 1.-6., dramatizace: Milan Šťastný, Účinkují: Stanislav Šárský (vypravěč), Anna Cónová (manželka Albertina), Milan Kačmarčík (Fridolín); překlad: Gabriela Veselá, režie: Ivan Misař.
- 2007 – Ludmila Vančurová: Dvacet šest krásných let, četla Anna Cónová
- 2008 – Bohumil Hrabal: Legenda o krásné Julince, četla Anna Cónová, režie Tomáš Jirman
- 2014 – Jane Austenová: Opatství Northanger, přeložila Věra Kondrysová, režie Tomáš Jirman
- 2016  – Miloš Kratochvíl: Modrý Poťouch. Dobrodružství holčičky Zuzanky..., četla Anna Cónová, režie Tomáš Jirman
- 2020 – Karin Lednická: Šikmý kostel, 20 dílný seriál četla Anna Cónová, režie Tomáš Jirman